# Popokabaka (territoire)
Le territoire de Popokabaka est une subdivision de la province du Kwango en république démocratique du Congo. Il a pour chef-lieu la ville de Popokabaka.

## Géographie
Le territoire de Popokabaka fait frontière avec l'Angola dans sa grande partie sud-ouest.

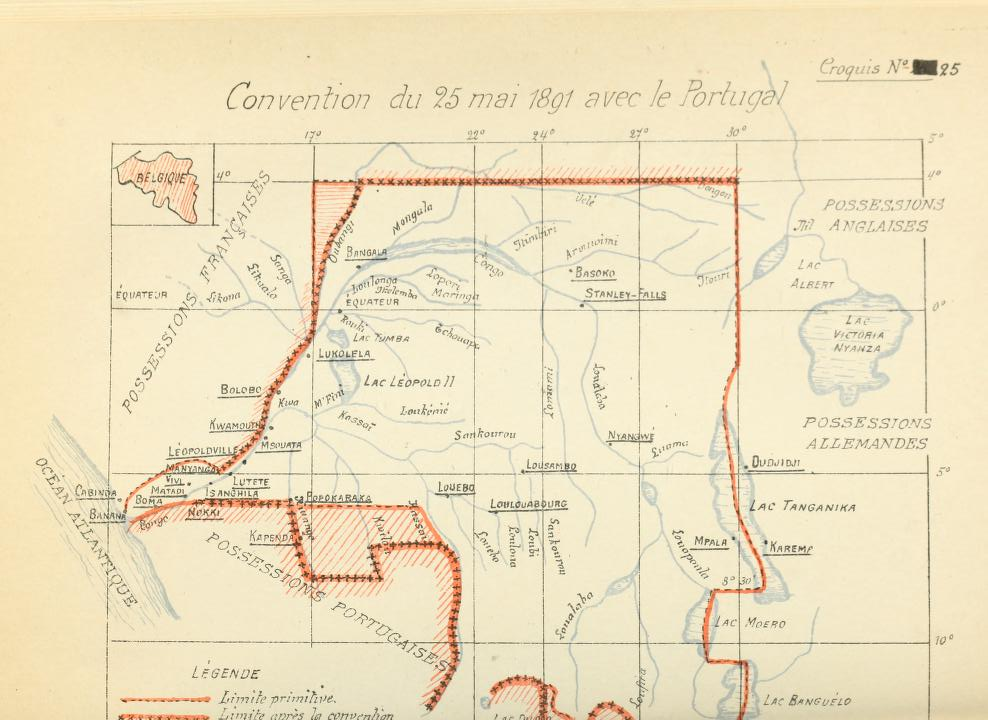
Fixation des frontières avec l'Angola

## Histoire
Francis Dhanis, agent de l'État indépendant du Congo à l'époque, y créa une station vers 1890. En 1891, un accord fut signé entre l'État indépendant du Congo, représenté par George Grenfell, et le Portugal, pour fixer les frontières. Les différents délégués se rencontrèrent à Popokabaka pour étudier la question.

## Collectivités
Le territoire de Popokabaka est organisé en 3 secteurs,.
Secteurs
| Secteur    | Groupements                                                                         |
| ---------- | ----------------------------------------------------------------------------------- |
| Popokabaka | Ikomba, Ilwanda, Kabama, Katota, Lusanga, Ngowa                                     |
| Lufuna     | Lufuna, Ngasa, Nkosi Moyi                                                           |
| Yonso      | Ikomba, Ithenga, Kabadi, Kangu, Kiamvu Ki Nzadi, Mbula-Tsiala, Munene, Mwela, Nzofu |